# Atoll
Pour les articles homonymes, voir Atoll (homonymie).

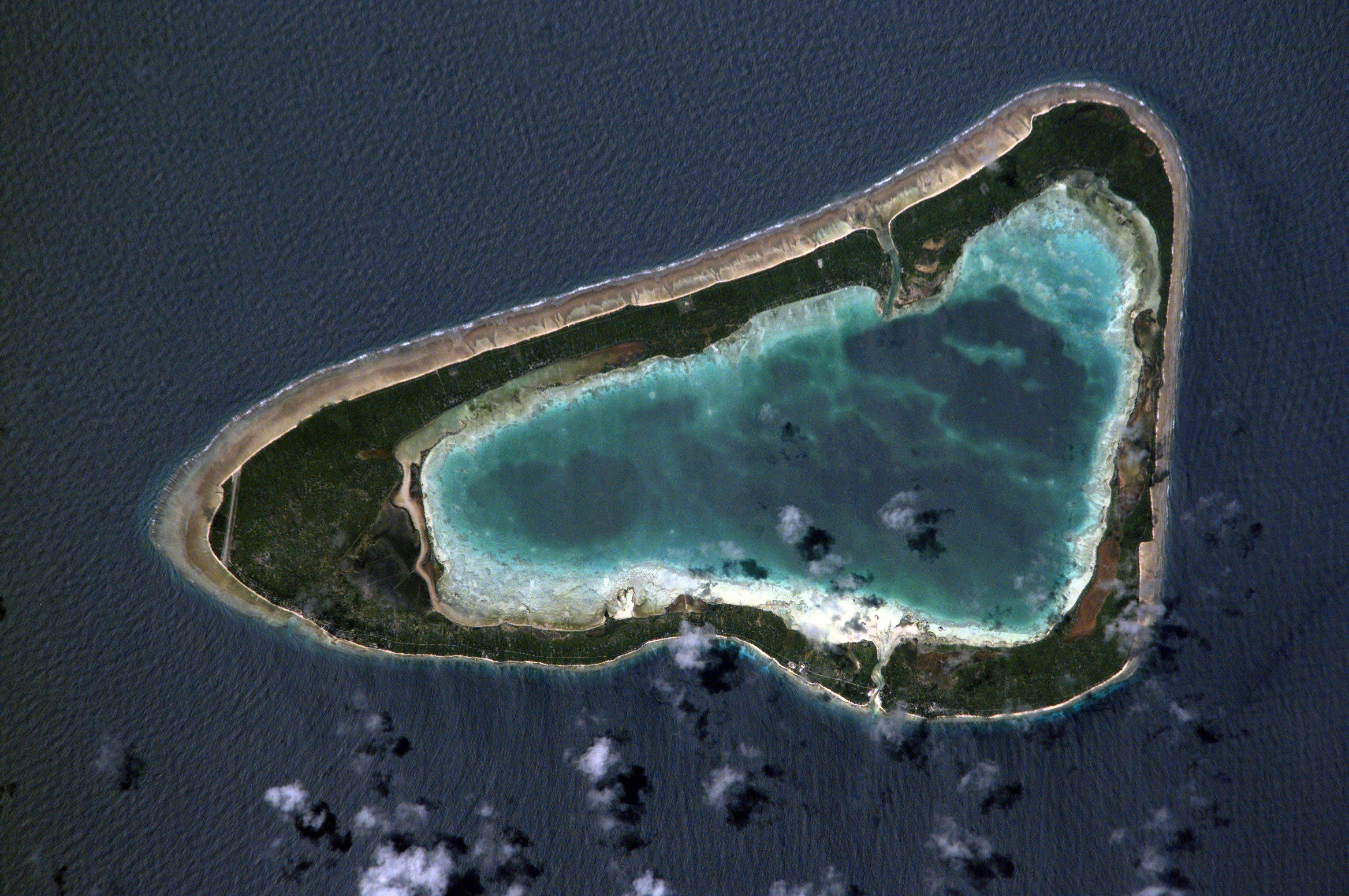
La vie aquatique ou terrestre d'un atoll (ici : Marakei) et les conditions modifiées d'évapotranspiration et d'albédo engendrent des nuages, des turbulences aériennes. Leurs masse et position modifient les courants marins.

Un atoll est un type d'île corallienne basse des océans tropicaux. Les atolls se composent d'un récif corallien, d'un ou plusieurs îlots appelés motu formés par accumulation de sable à l'arrière de ce récif, et entourant une dépression centrale. La dépression peut faire partie de l'île émergente ou d'une partie de la mer (c'est-à-dire d'un lagon) ou, plus rarement, d'une enceinte fermée remplie d'eau douce, saumâtre ou fortement saline.
Les atolls sont parfois appelés îles madréporiques, les madréporites étant des valves filtrantes situées sur la plaque madréporitique des échinodermes. Ils sont à distinguer des îles hautes avec lagon pour lesquelles une île occupe la partie centrale comme c'est le cas aux îles Australes et de la Société.
Le terme atoll provient du maldivien (langue indo-aryenne des îles Maldives) އަތޮޅު, atoḷu. Sa première trace d'utilisation dans les langues européennes date de 1619 : le terme atollon est employé à plusieurs reprises par François Pyrard pour décrire les atolls maldiviens dans son ouvrage Voyage de François Pyrard de Laval contenant sa navigation aux Indes orientales, Maldives, Moluques, et au Brésil.
Des définitions plus modernes d'atoll ont été données par McNeil et Fairbridge. McNeil les définit comme « récif annulaire enfermant un lagon dans laquelle il n'y a aucun promontoire autre que des récifs et [des îlots] composés de détritus de récif ». Fairbridge les décrit « dans un sens exclusivement morphologique, [comme] un récif en forme de ruban annulaire enfermant un lagon au centre ».
Le naturaliste anglais Charles Darwin a popularisé le terme,, et décrit les atolls comme un sous-ensemble dans une classe spéciale d'îles, dont l'unique propriété est la présence d'un récif organique. Darwin théorise également la formation de ce type de structures par enfoncement total d'un volcan sous l'eau. Darwin avait pressenti que la disposition en anneau des bancs madréporiques était probablement imputable à la submersion graduelle d'une île existant précédemment, souvent d'origine volcanique, du fait de l'affaissement de celle-ci ou de la montée du niveau de la mer due à la phase interglaciaire actuelle. Une étude de l’Ifremer et de l’université Rice (Houston, Texas) remet en cause l’hypothèse darwinienne d'une origine volcanique des atolls au profit d'une origine karstique. Elle se fonde sur de nouvelles connaissances concernant le changement du niveau des mers,,.

## Processus de formation
Pour qu'un atoll puisse se former, les conditions climatiques du milieu doivent rencontrer trois importantes conditions. La température doit être suffisamment élevée, il doit y avoir beaucoup de lumière (eaux peu profondes) et le milieu doit être riche en dioxygène. Ces trois conditions se retrouvent fréquemment sous les tropiques, sur la frange des îles volcaniques.

### L'explication contemporaine de Droxler et Jorry
L'explication contemporaine de formation des atolls a été proposée par André W. Droxler (université Rice, Houston) et Stéphan J. Jorry (Ifremer, Brest). Niant l'influence de l'activité volcanique dans la formation des atolls (explication historique darwinienne), ils avancent que les atolls résulteraient d'une alternance d'émersions et d'immersions de plateformes karstiques. Ce cycle aurait commencé il y a 2,5 milliards d'années, avant de s'accélérer au Brunhes moyen il y a 400 000 ans, période au cours de laquelle les variations du niveau de la mer sont d'une cyclicité et d'une amplitude importantes (125-135 m).
Lors des phases d'émersion, ces plateformes karstiques ont eu tendance à se dissoudre en leur milieu sous l'effet de l'acidité naturelle des eaux de pluie. Les bordures des plateformes se sont retrouvées progressivement surélevées par rapport à leur dépression centrale. À partir du Brunhes moyen, ces bordures ont progressivement été colonisées par des coraux, formant les atolls que nous connaissons aujourd'hui.
L'hypothèse d'une origine karstique des atolls avait été faite depuis 1930, mais ce n'est qu'en 2020 qu'elle a finalement été validée par Droxler et Jorry.

### L'explication historique de Charles Darwin

Cette animation montre le processus dynamique de la formation d'un atoll de corail selon l'explication de Charles Darwin. Le corail (représenté en violet) colonise le pourtour d'une île et forme une frange (récif frangeant). Avec l'enfoncement du plancher (refroidissement de la croûte océanique), cette île est progressivement ennoyée et la ceinture de corail semble se détacher de l'île (récif barrière). À terme, l'île disparaît sous la surface océanique ne laissant qu'une ceinture corallienne entourant un lagon ouvert ou fermé (atoll). Le processus de formation d'un atoll peut durer 30 millions d'années.

À la suite de son voyage autour du monde sur le Beagle en 1842, Charles Darwin a proposé une explication sur la formation des atolls qui a prévalu jusqu'à son invalidation en 2020.
Au départ, il doit y avoir de l'activité volcanique sur une plaque océanique, comme celle du pacifique. Si le volcan atteint une hauteur suffisante pour émerger et former une île, un récif corallien peut alors commencer à se former tout autour de cette dernière. Ce récif se construit à de faibles profondeurs, où il y a abondance de lumière. C'est le stade initial de la formation d'un atoll appelé « récif frangeant ».
Selon la théorie de la tectonique des plaques, plus une plaque océanique s'éloigne de la dorsale qui la forme, plus sa densité augmente, plus elle refroidit et plus elle s'enfonce, entraînant avec elle le matériel qu'elle supporte. Dans le cas qui nous intéresse ici, le matériel qui s'enfonce avec la plaque est un volcan. Si le taux de production de récif corallien par le corail est suffisant pour contrer le taux d'enfoncement du volcan et ainsi rester en surface, il y aura formation d'une barrière insulaire. C'est le second stade de la formation d'un atoll.
À mesure que la plaque se déplace latéralement et que le volcan s'enfonce, le récif se développe à la verticale. Avec le temps, souvent plusieurs millions d'années, le volcan disparaît complètement sous l'eau et ce qui reste à la surface est le récif corallien en forme d'anneau, c'est le stade de l'atoll proprement dit.

## Aspects géomorphologiques
Un atoll est constitué d'un assemblage d'unités géomorphologiques qui dérivent toutes de l'édifice corallien. Il s'agit donc, dans l'ensemble, d'une construction biogéomorphologique. À une échelle plus fine, on observe une zonation des formes depuis la pente externe jusqu'au lagon intérieur :
- pente externe
- crête récifale
- plate-forme littorale
- grès de plage
- motu
- feo
- ava – passe navigable
- hoa – chenal intermittent
- tairua – chenal de tempête
- lagon
- pinacles

Les événements extrêmes (cyclone tropical, tsunami, houle) sont les principaux moteurs de l'évolution géomorphologique des atolls. Sans ces événements, les motus où s'installent les populations n'existeraient pas. Les tsunamis, toutefois, ont un impact limité voire nul sur la morphologie de l'île car la valeur souvent élevée des pentes externes ne permet pas la formation de vagues déferlantes (sauf cas particulier des tsunamis locaux engendrés par des glissements de terrain) ; la plupart du temps, durant les tsunamis, de forts courants sortants et rentrants sont observés dans les atolls qui possèdent des passes. Les inondations marines sont par contre beaucoup plus sévères et dangereuses pour les populations durant les cyclones tropicaux ou les épisodes de houle.

## Atolls particuliers
- Presqu'atoll : ultime étape entre une île rocheuse entourée d'un anneau corallien et un atoll vrai uniquement composé d'un anneau corallien. Au premier abord, un presqu'atoll peut être considéré comme étant un atoll mais il subsiste en un endroit de l'île, dans le lagon ou sur le récif, un reliquat rocheux de l'ancienne île volcanique. Clipperton, Fatu Huku, Aitutaki... sont des presqu'atolls.
- Atoll surélevé : atoll dont tout ou partie de la partie terrestre est composée d'un ancien récif corallien qui s'est retrouvé émergé. Le terme de makatea[16], désigne un type d'atoll surélevé comportant en son centre les restes de l'ancienne île volcanique. Tromelin, Europa, Makatea, Niau, Tikehau, Nauru... sont des atolls surélevés.

## Menaces
Les populations qui vivent sur les atolls doivent faire face aux risques d'inondation marine catastrophique (cyclone surtout), et à l'augmentation du niveau des océans. Les coraux en bonne santé sont normalement capables de compenser cette élévation, mais le changement climatique global et la pollution des océans se conjuguent pour réduire cette capacité. Le premier effet visible pour les populations des atolls est la salinisation des nappes phréatiques qui deviennent inutilisables sans traitement. Ces populations figurent parmi les premiers écoréfugiés. La pollution est aussi une menace pour la partie interne relativement fermée des atolls habités ou exploités pour leurs richesses.
Les coraux contribuent par ailleurs au cycle du carbone car ils sont constitués de calcaire qui est riche en carbone durablement fixé.

## Quelques atolls

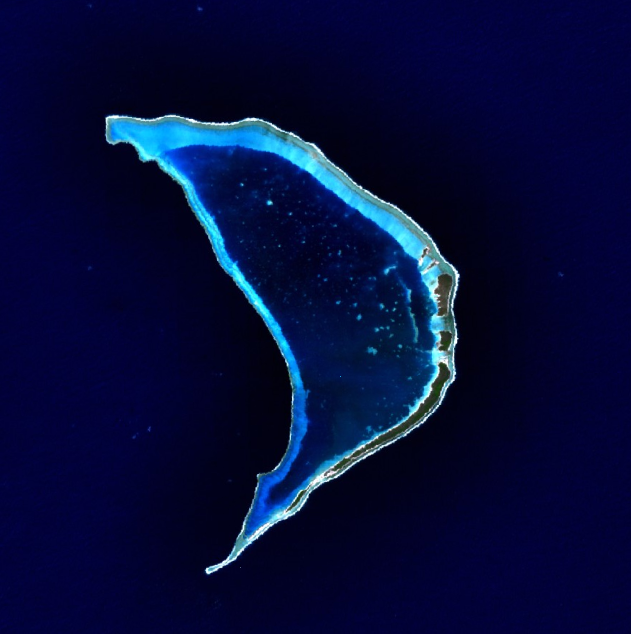
Atoll (Bokak) vu de l'espace.

Le plus grand atoll du monde, en superficie, est l'atoll de Christmas dans les Kiribati : c'est aussi le plus ancien. Le plus grand par son lagon est Kwajalein (îles Marshall), le second étant Rangiroa en Polynésie française. Huvadhu aux Maldives et Taka Bonerate au sud de l'île indonésienne de Célèbes sont d'autres grands atolls.
La Polynésie française compte environ 80 atolls, principalement dans les îles Tuamotu ; Chesterfield, Huon, Surprise et Ouvéa, en Nouvelle-Calédonie, Bellona  et Rennell dans les îles Salomon, Clipperton dans le Pacifique est, Europa et Bassas da India dans l'océan Indien, sont également des atolls.
Après leur restitution par le Royaume-Uni, programmée pour 2026, Maurice comprendra les sept atolls de l'archipel des Chagos.